# 辻野臣保
辻野 臣保（つじの とみお、1959年5月13日 - ）は、横浜FC（横浜フリエスポーツクラブ）初代社長。1984年、龍谷大学法学部法律学科卒業。

## 人物・経歴
元々はシナリオライター（代表作：世にも奇妙な物語1994.3.30放送「かげふみ」）であったが、横浜フリューゲルス(以下、「横浜F」と表記）に在籍していた山口素弘のプレーを見たことに共感し、横浜Fのサポーターとなった。しかし、横浜Fのスポンサーのひとつ、佐藤工業の経営方針見直しによるスポンサー撤退により、チームを同じ横浜市に置く横浜マリノス（当時）に統合されることが発表された1998年、サポーターの代表として「横浜フリューゲルスを存続させる会」「横浜フリューゲルス再建協議会」を立ち上げその活動をリードした。しかし合併の白紙撤回は実現しなかったが、その後チームはJリーグの後半戦、そして天皇杯の決勝戦まで破竹の勢いで連勝し続け、チームをPRした。
1999年、横浜Fのチーム存続はできなかったが、辻野ら横浜Fサポーターが中心となって市民参加を重視したサッカークラブ「横浜フリエスポーツクラブ」を発足。辻野は自ら社長に就任し、この年から実力別の2部制となったJリーグのJ2リーグ参入を目指したが、フリューゲルスの事実上の継承チームと謳いながらも、実際は新規参入チームであるため実戦経験のないチームということで、J2リーグ参加は認められなかった。しかし、この年発足した社会人サッカーの全国リーグ日本フットボールリーグ（新JFLリーグ）に超法規的処置（特例）で加盟が認められた。この横浜F消滅から横浜FCのJFLリーグ参入までの経緯は辻野が著した「ボクらが起こしたFの奇跡―横浜FC誕生秘話」（小学館）に詳しい。
辻野は企業重視の日本のスポーツ界に一石を投ずるべく、従来のファンクラブ組織とは異なる市民参加でチームを応援するだけでなく試合やチーム運営に率先的に参加してもらうための「ソシオ・フリエスタ」というヨーロッパや南米などの多くのサッカークラブが取り入れている会員システムを考案するなど、革新的アイデアを発信したが、その後そのソシオとの対立などがあり、チームが念願のJ2昇格を果たした2001年のシーズンにプロクラブとしての経営基盤を整備することから社長職を解き、シニアアドバイザーという形でクラブの側面支援を続けた。
現在は退いている。2008年まではJFLの参与として名前を残していた。